# Afzèlia africana
Afzelia africana és una espècie d'arbre pertanyent a la família de les lleguminoses. Es troba a Benín, Burkina Faso, Camerun, República Centreafricana, el Txad, República Democràtica del Congo, Costa d'Ivori, Ghana, Guinea, Guinea-Bissau, Mali, Níger, Nigèria, Senegal, Sierra Leone, Sudan, Togo i Uganda. El seu nom comercial més usat és Doussie, el nom procedeix de Camerun i abasta diverses Afzelia.

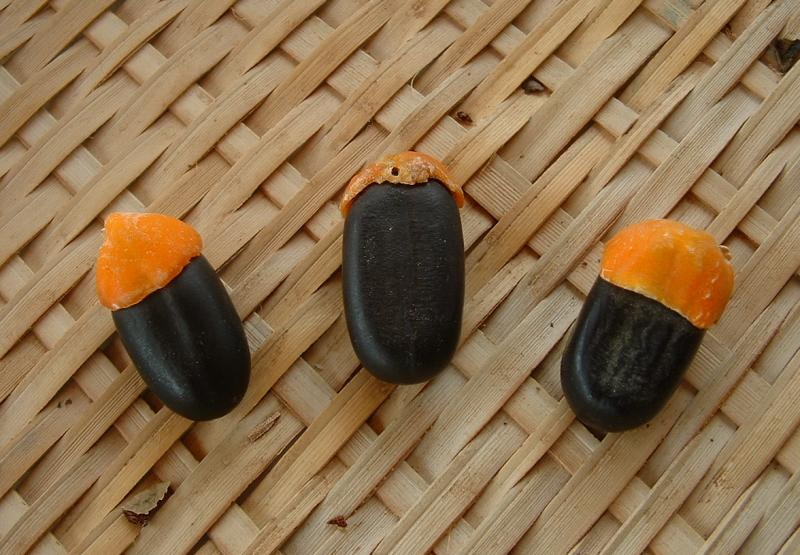
Llegum

## Descripció i usos
Els arbres madurs creixen entre 6 i 20 m d'alçada. Són apreciats per la seua fusta de qualitat, l'escorça, que té molts usos medicinals, i les fulles riques en nitrogen que enriqueixen el sòl.
La seua fusta s'emprava antigament per a la construcció naval. S'ha trobat un vaixell del segle ix enfonsat enfront de l'illa de Belitung (Indonèsia) el buc del qual era fet de fusta d'Afzelia africana. Té la fibra recta i el gra mitjà, amb dipòsits grocs a les vetes que poden donar lloc a taques. Té un pes específic de 0,750. La seua durabilitat és excel·lent i s'usa per a mobiliari, fusteria d'exterior i interior, ebenisteria, ponts, cubes i productes químics. També és excel·lent per a parquet. El duramen es considera resistent als tèrmits.

## Hàbitat
Es troba entre roques als boscos amb Combretum collinum, Combretum molle i Annona senegalensis, als vessants rocosos, roca nua, prades arbrades, barrancs, grans bancs de riu, bosc de galeria, també a la terra seca; sòls al·luvials; esquerdes i als boscos humits, etc.

## Taxonomia
L'Afzelia africana fou descrita per James Edward Smith el 1798.
Sinonímia
- Intsia africana (Sm. ExPers.) Kuntze (1891)

- Pahudia africana (Sm. ExPers.) Prain[8]